# Calocheiridius termitophilus
Espèce
Calocheiridius termitophilus est une espèce de pseudoscorpions de la famille des Olpiidae.

## Distribution
Cette espèce est endémique du Congo-Kinshasa.

## Habitat
Ce pseudoscorpion se rencontre dans des termitières.

## Publication originale
- Beier, 1964 : Ein neuer Pseudoscorpion aus Termiten-Bauten. Revue de Zoologie et de Botanique Africaines, vol. 69, p. 198-200.